# Büdschiin Dschalbaa
Büdschiin Dschalbaa (mongolisch Бүжийн Жалбаа, wiss. Transliteration Büžijn Žalbaa; * 15. Juli 1942 in Tsagaan-Üür) ist ein ehemaliger mongolischer Eisschnellläufer.
Dschalbaa nahm von 1963 bis 1969 an internationalen Wettbewerben teil. Dabei lief er bei der Mehrkampfweltmeisterschaft 1965 in Oslo auf den 42. Platz im Großen Vierkampf und bei seiner einzigen Teilnahme an Olympischen Winterspielen im Februar 1968 in Grenoble auf den 52. Rang über 1500 m. Seine beste Platzierung bei mongolischen Meisterschaften erreichte er im Jahr 1963 mit dem zweiten Platz im Kleinen-Vierkampf.

## Persönliche Bestzeiten
| Disziplin | Zeit        | Datum            | Ort         |
| --------- | ----------- | ---------------- | ----------- |
| 500 m     | 42,4 s      | 9. März 1968     | Ulaanbaatar |
| 1000 m    | 1:32,6 min  | 30. Januar 1965  | Almaty      |
| 1500 m    | 2:13,4 min  | 2. März 1968     | Ulaanbaatar |
| 3000 m    | 5:24,4 min  | 4. Februar 1967  | Berlin      |
| 5000 m    | 8:17,9 min  | 21. Februar 1967 | Ulaanbaatar |
| 10.000 m  | 17:03,7 min | 9. März 1968     | Ulaanbaatar |